# GvC Bewegung

Die GvC Bewegung – ehemals Gemeinde von Christen – ist eine evangelische Freikirche evangelikaler Prägung aus der Schweiz. Sie wurde 1960 vom Evangelisten Charles Reichenbach gegründet und umfasst heute fünf Freikirchen an verschiedenen Standorten, die wöchentlich von etwa 2’000 Personen besucht werden, sowie die Sozialwerke Quellenhof-Stiftung und SoA Thurgau.

## Struktur
Die GvC Bewegung ist eine Dachorganisation, der fünf lokale evangelische Freikirchen aus der Deutschschweiz angehören:
- GvC Bassersdorf (Kanton Zürich)[1]
- GvC Frauenfeld (Kanton Thurgau)[2]
- GvC Wil (Kanton St. Gallen)[3]
- GvC Winterthur (Kanton Zürich)[4]
- GvC Züri Oberland (Aathal, Kanton Zürich)[5]

Die GvC Bewegung wird von Johannes Wirth geleitet. Die fünf einzelnen lokalen Freikirchen sind eigenständige, als Vereine organisierte, Organe, die von lokalen Pastoren geleitet werden.
Im Gegensatz zu vielen anderen Freikirchen kennt die GvC Bewegung keine Mitgliedschaft. Dementsprechend finden auch keine demokratischen Gemeindeversammlungen statt. Das Gemeindeleben selbst wird hauptsächlich durch ehrenamtliche Mitarbeiter gestaltet. Ziel sei es, dass jeder nach seinen Begabungen eingesetzt werde und durch seine Mitarbeit aufblühe.

## Geschichte
Aus einer Bibelstunde mit dem Evangelisten Charles Reichenbach entstand 1960 in Winterthur die GvC Bewegung. Inspiriert durch einen Traum begann die Jugendgruppe um Johannes Wirth sich um Menschen am Rande der Gesellschaft zu kümmern, woraus die Quellenhof-Stiftung entstand. Später folgten der Umzug nach Neuhegi und die Gründung von weiteren lokalen Kirchen. Angetrieben vom Traum, mitzuerleben, wie Menschenleben aufblühen, wagte die GvC Bewegung auch unkonventionelle Ideen wie Gottesdienste in einem Zirkuszelt.

### GvC Winterthur
Mit dem Kauf der alten Mühle landete die GvC Winterthur Ende der 90er-Jahre in Neuhegi, einem entwicklungsstarken Stadtteil von Winterthur, wo nahe dem Bahnhof Oberwinterthur der Mülisaal mit 350 Plätzen gebaut werden konnte. Das stark einsetzende Wachstum zwang die GvC Winterthur in der Folge immer wieder zu unkonventionellen Ideen. So kam durch einen Traum die Idee auf, die Zeit bis zu einem Neubau in einem Zirkuszelt zu überbrücken. Während rund drei Jahren feierte die GvC Winterthur ihre Gottesdienste in einem alten Zelt des Zirkus Monti. Im Juni 2006 konnte nach nur knapp neun Monaten Bauzeit die Parkarena eingeweiht werden. Das direkt am Eulachpark liegende, multifunktionale Kongressgebäude bietet Platz für 1‘250 Personen und beherbergt neben den kirchlichen Anlässen regelmässig Firmenanlässe, Kongresse oder Unterhaltungsveranstaltungen aller Art. Die mit modernster Veranstaltungstechnik ausgerüsteten Räumlichkeiten in verschiedenen Grössen können von Vereinen und Firmen gemietet werden.
Aufgrund des starken Wachstums entschied man sich ab 1999 weitere lokale Freikirchen zu gründen.

### GvC Bassersdorf
Man traf sich zunächst in der ehemaligen Methodisten-Kapelle in Bassersdorf. Ende 2005 begannen die Umbauten, welche zum grössten Teil durch freiwillige Mitarbeiter ausgeführt wurden. Im Frühling 2006 konnte die Gemeinde dann ihr neues Zuhause beziehen.

### GvC Frauenfeld
Im August 2009 wurde der Entschluss gefasst, eine lokale GvC in Frauenfeld zu gründen. Im Juni 2010 bot die Chrischona-Gemeinde in Frauenfeld ihre Räume zur Untermiete an. Seit Januar 2012 besitzt die GvC Frauenfeld eigene Räume, eine Industriehalle, die in 3 Monaten mit freiwilligen Mitarbeitern für ihre Zwecke umgebaut wurde.

### GvC Züri Oberland
Die GvC Züri Oberland wurde ursprünglich in Uster gegründet und traf sich zunächst in einem Veranstaltungssaal an der Buchhaldenstrasse. Nach einer intensiven Planungsphase konnten im Frühjahr 2015 die neuen, grösseren, Räumlichkeiten im Aathal bezogen werden.

### GvC Wil
Die GvC Wil wurde im Jahr 2004 aus der GvC Winterthur heraus gegründet und trifft sich aktuell in einem Saal im Industriegebiet an der Glärnischstrasse in Wil.

## Lehre
Als Grundlage der Lehre gilt die Bibel und das apostolische Glaubensbekenntnis sowie die Glaubensbasis der Europäischen Evangelischen Allianz und die Lausanner Verpflichtung. Als gemeinsame Vision der einzelnen Freikirchen der GvC Bewegung wurden folgende Leitsätze festgelegt:

«Wir wollen miterleben, wie Menschen aus allen Generationen Gott begegnen und ihr Leben zum Blühen kommt. Wir wollen es mit eigenen Augen sehen, wie Kirche wieder gesellschaftlich relevant wird. Darum bauen wir eine lebensverändernde und transparente Kirche. Darum bauen wir in den verschiedenen GvC Groups Orte der Gemeinschaft. Darum dienen wir als Kirche unseren Nächsten und der Gesellschaft.»

Nach der Erklärung der Freikirchen des Verbandes Evangelischer Freikirchen und Gemeinden in der Schweiz steht die GvC Bewegung unter anderem zu folgenden Grundsätzen:

«Entscheidungsfreiheit: Unsere Aktivitäten und Angebote sind geprägt von Transparenz, Freiwilligkeit und Gewissensfreiheit. Manipulative Methoden werden nicht geduldet. Austritte aus den Freikirchen VFG sind jederzeit möglich und mit keinerlei Nachteilen verbunden.

Christliche Werte: Wir stehen aktiv ein für christliche Werte: Glaubensfreiheit, Nächstenliebe, Vergebung, Hoffnung durch die lebensverändernde Kraft Gottes, Barmherzigkeit, Gerechtigkeit, Menschenwürde, Lebensrecht, Schutz von Schwachen, Wiederherstellung von Zerbrochenen, Hilfe für Bedürftige.

Finanzierung: Wir finanzieren uns ausschliesslich durch freiwillige Spenden, Mitgliederbeiträge, Zuwendungen und Erträge. Ein Prinzip der Kirchensteuer gibt es in den Freikirchen VFG nicht.»

## Arbeitsschwerpunkte

### Gottesdienste
Die GvC Bewegung bezeichnet ihre wöchentlichen Gottesdienste als Kernstück ihrer Arbeit. Diese Gottesdienste sind geprägt durch zeitgenössische Musik, multimediale Darbietungen und Predigten in alltagsnaher Sprache. Zudem finden die Gottesdienste vermehrt Verbreitung im Internet durch Podcast und Livestreaming.

### Gemeinschaft
Das kirchliche Angebot wird ergänzt durch eine Vielzahl an alters- und zielgruppenspezifischen Angeboten. Viele davon haben einen besonderen Schwerpunkt auf dem gemeinschaftlichen Zusammensein:

«Inmitten einer pulsierenden, schnelllebigen und herausfordernden Gesellschaft geben wir echter und ermutigender Gemeinschaft einen hohen Stellenwert. Wir sind überzeugt, dass wir für Gemeinschaft mit Gott und einander geschaffen sind. Deshalb sind unsere vielseitigen Angebote Orte, um einfach Kontakte zu knüpfen und Freundschaften zu leben. Wir erleben, dass da, wo Gemeinschaft gelebt wird, Menschen zum Blühen kommen.»

### Sozialarbeit
Seit jeher ist das soziale Engagement ein wichtiger Arbeitsbereich der GvC Bewegung. Auf Grundlage der christlichen Nächstenliebe setzt sich die GvC Bewegung für Menschen am Rande der Gesellschaft ein.
Als Antwort auf das Drogenelend und die Not vieler junger Menschen in den 1980er-Jahren gründeten Johannes Wirth und Marcel Mettler 1990 die Quellenhof-Stiftung (QHS).
Zweck ist die Reintegration von sucht- oder psychisch kranken Menschen. Dazu bietet sie in ihren Werkstätten IV-Arbeitsplätze, Lehrstellen, Job Coaching und Arbeitstraining an, aber auch Wohnplätze in Oberwinterthur, Neuhegi, Gundetswil und Dinhard. 100 Mitarbeiter betreuen 160 Personen. 2017 bildete die QHS 20 Lehrlinge aus. Dafür erhielt sie den lokalen Stellenschafferpreis. In ihren Leitlinien bezeichnet sich die QHS als «christlich überkonfessionell». Grundlage ihrer Arbeit aber ist der «christliche Glaube». Ihr Motto lautet «Gottes Liebe in Aktion». Im Jahr 2017 setzte die QHS gemäss eigenen Angaben 12 Millionen Franken um, zu 37 % erwirtschaftet, zu 31 % aus Taggeldern und kommunalen Integrationsbeiträgen, zu 22 % aus kantonalen Subventionen und zu 10 % aus Spenden. Der Eigenfinanzierungsgrad der QHS betrug zuletzt 47 %.

### TownVillage
In Zusammenarbeit mit der GvC Bewegung baut die QHS für 39 Millionen Franken auf ihrem Areal im Winterthurer Quartier Neuhegi ein generationendurchmischtes Wohnprojekt. Das TownVillage umfasst neben 61 Mietwohnungen auch IV-Werkstätten, einen Kochpark für das betriebene Kongresszentrum sowie Büros für die QHS und die GvC Winterthur.

## Verbindungen zu anderen Kirchen
Die GvC Winterthur gehört der Evangelischen Allianz in Winterthur sowie dem Verband Evangelischer Freikirchen und Gemeinden in der Schweiz (VFG) an.